# Mario Lepe
Mario Lepe, mit vollständigem Namen Mario Enrique Lepe González, (* 25. März 1965 in Santiago de Chile) ist ein ehemaliger chilenischer Fußballspieler und -trainer. Der Mittelfeldspieler spielte 25-mal für die Nationalmannschaft Chiles.

## Karriere

### Verein
Mario Lepe kam 1980 in die Jugend von Universidad Católica. Dort schaffte er 1982 den Sprung in den Profikader, spielte in Pokalspielen und gewann in seiner Debütsaison in der Liga 1984 die Meisterschaft. Insgesamt gewann Lepe drei Meisterschaften, drei Mal die Copa Chile, die Copa Républica 1983. International führte Lepe als Kapitän der Mannschaft Universidad Católica ins Finale der Copa Libertadores 1993 und zum Sieg in der Copa Interamericana 1994. Das Kapitänsamt hatte der vereinstreue Spieler von 1993 bis zu seinem Karriereende 2000 inne.

### Nationalmannschaft
Das Debüt in der chilenischen Nationalmannschaft gab Mario Lepe im Mai 1985 beim Freundschaftsspiel gegen Argentinien. Er kam in Freundschaftsspielen zum Einsatz und auch in der Qualifikation zur Weltmeisterschaft 1986, für die sich La Roja nicht qualifizieren konnte.
Sein einziges großes Turnier war die Copa América 1993, bei der Lepe bei den beiden 0:1-Niederlagen gegen Paraguay und Peru sowie beim 3:2-Erfolg über Brasilien spielte. La Roja schied als Gruppenvierter aus.
Das einzige Tor erzielte Lepe im März 1994 per Elfmeter im Freundschaftsspiel gegen Saudi-Arabien. Sein letztes Länderspiel absolvierte er im November 1994 im Freundschaftsspiel gegen Argentinien.

### Trainer
Mario Lepe betreute nach seinem Karriereende als aktiver Fußballspieler die Jugendmannschaft der U-17 von Universidad Católica. 2008 wurde er nach der Entlassung von Fernando Carvallo Interimstrainer des Profiteams. In acht Spielen gewann Lepe vier, bei zwei Unentschieden und zwei Niederlagen.
Nach dem Abgang von Juan Antonio Pizzi zu Rosario Central nach der Clausura 2011 wurde Lepe als neuer Cheftrainer mit einem Einjahresvertrag vorgestellt. Nach fünf Niederlagen in Folge und dem Ausscheiden in der Copa Libertadores 2012 wurde er im April 2012 entlassen.  2011 hatte Lepe noch die Copa Chile mit den Cruzados gewonnen. Von Juni 2013 bis Januar 2014 trainierte er Naval in der Primera B, wurde aber nach drei Niederlagen am Stück von seinen Aufgaben entbunden.

## Erfolge

### Spieler
Universidad Católica
- Chilenischer Meister: 1984, 1987, 1997-A
- Chilenischer Pokalsieger: 1983, 1991, 1995
- Sieger der Copa Républica: 1984
- Sieger der Copa Interamericana: 1994

### Trainer
Universidad Católica
- Chilenischer Pokalsieger: 2011

## Sonstiges
Sein Bruder Óscar Lepe war ebenfalls Profifußballspieler.